# Bój pod Kijankami

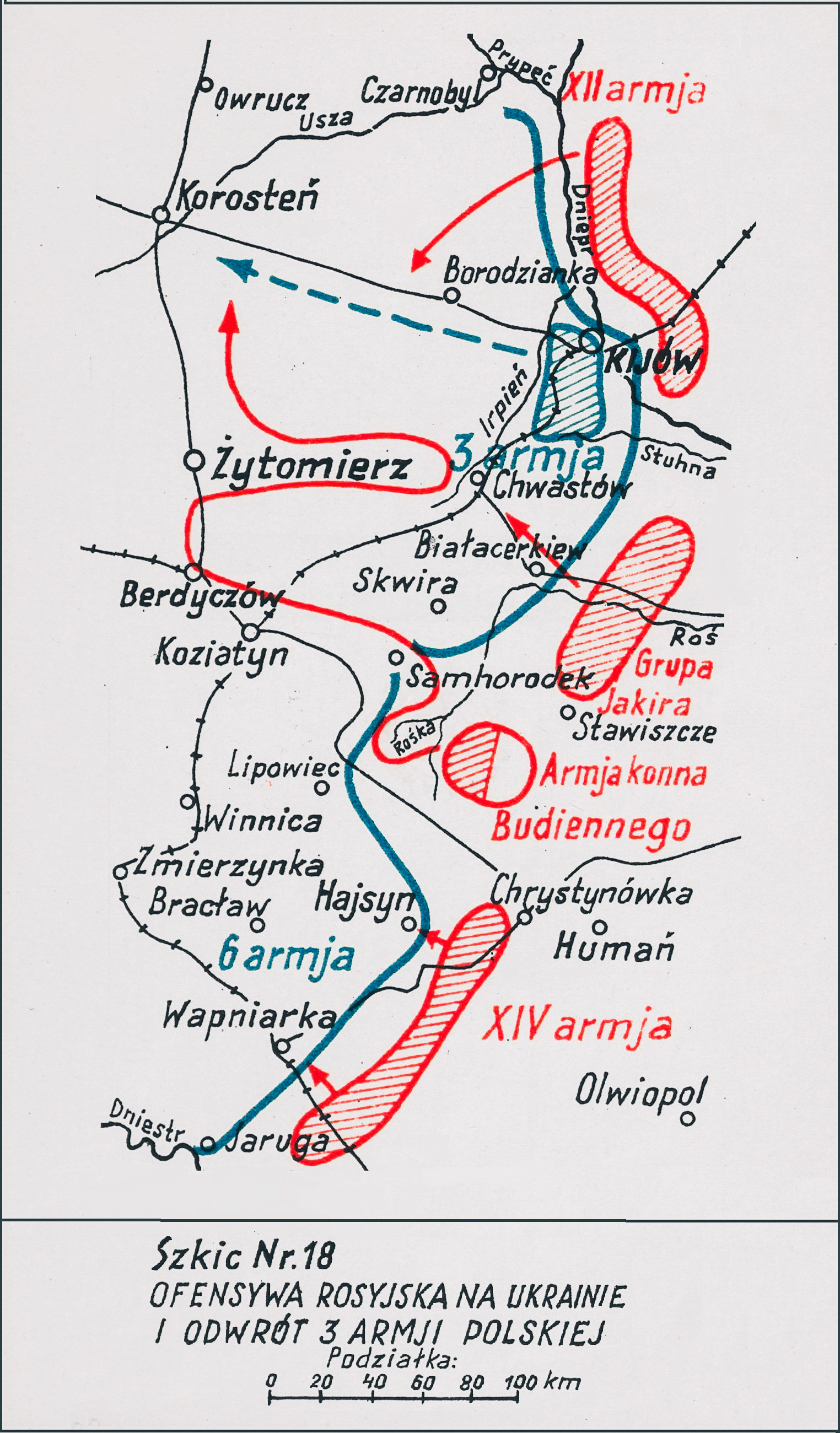
Adam Przybylski,
Wojna Polska 1918–1921

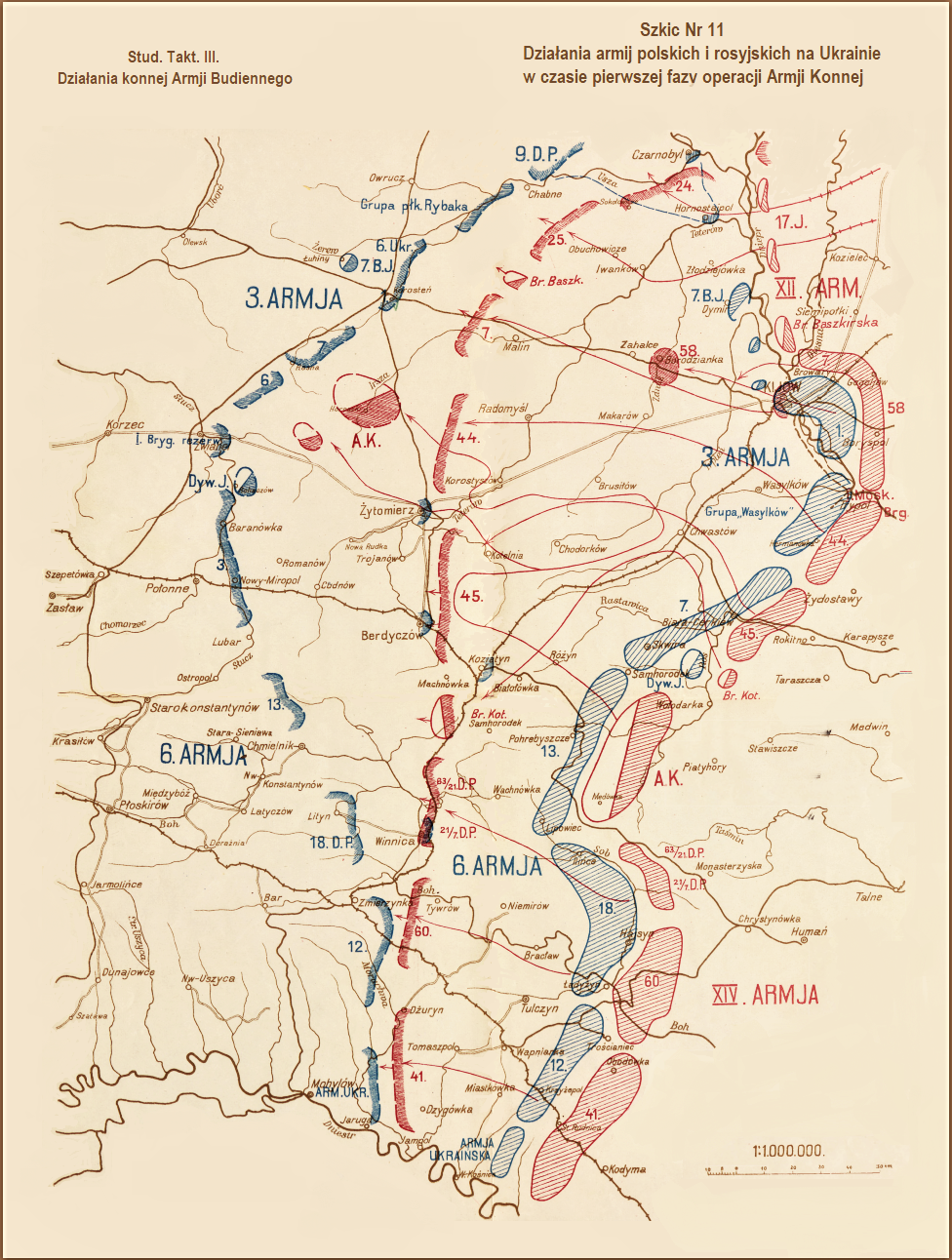
Mieczysław Biernacki,
Działania armji konnej Budiennego w kampanji polsko-rosyjskiej 1920 r.

Bój pod Kijankami – walki polskiego 65 pułku piechoty z oddziałami sowieckiej 11 Dywizji Kawalerii toczone w okresie ofensywy Frontu Południowo-Zachodniego w czasie wojny polsko-bolszewickiej.
Data bitwy stała się dniem święta 65 Starogardzkiego pułku piechoty.

## Sytuacja ogólna
Po spektakularnym sukcesie wojsk polskich na Ukrainie i zajęciu 7 maja 1920 Kijowa, front ustabilizował się na linii od Prypeci, wzdłuż Dniepru, przez Białą Cerkiew, Skwirę, Lipowiec, Bracław, Wapniarkę do Jarugi nad Dniestrem.
Armia Czerwona wykorzystała zastój na reorganizację sił i przygotowanie ofensywy. W rejon działań przybyła 1 Armia Konna Siemiona Budionnego. 26 maja rozpoczęła się sowiecka ofensywa na Ukrainie, a już 5 czerwca trzy dywizje sowieckiej 1 Armii Konnej przełamały trwale polski front na odcinku obrony grupy gen. Jana Sawickiego.
Sowiecki plan kontrofensywy na Ukrainie przewidywał odcięcie polskiej 3 Armii gen. Edwarda Rydza-Śmigłego, zgrupowanej w rejonie Kijowa, poprzez opanowanie Korostenia siłami 12 Armii, oraz Koziatyna i Żytomierza przez 1 Armię Konną Siemiona Budionnego. 10 czerwca odwrót spod Kijowa w kierunku na Korosteń rozpoczęła polska 3 Armia. Od wschodu na Korosteń kierowała się też Grupa Aleksandra Golikowa, a od południowego zachodu 1 Armia Konna. Aby udaremnić zamiary nieprzyjaciela i osłabić konarmię, utworzona została grupa gen. Jana Romera. Grupa miała uderzyć na lewe skrzydło kawalerii sowieckiej.
16 czerwca polska 3 Armia dotarła do Uszy i rozpoczęła zajmowanie wyznaczonych jej pozycji obronnych.

## Walki pod Kijankami
18 czerwca grupa gen. Jana Romera otrzymała rozkaz uderzenia od południowego zachodu na skrzydło 1 Armii Konnej. Wchodząca w skład grupy 6 Dywizja Piechoty, wzmocniona przybyłym z głębi kraju 65 pułkiem piechoty, 20 czerwca uderzyła na nieprzyjaciela. Następnego dnia dowództwo Frontu Ukraińskiego przerwało dobrze zapowiadającą się akcję i nakazało swoim wojskom odwrót. Rozkaz ten nie dotarł do 65 pułku piechoty. 21 czerwca, idący w awangardzie pułku III batalion kapitana Jerzego Szlifirza spędził sowieckie ubezpieczenia w Bobryckiej Bołarce i w Krzemionce. Przy wsparciu dwóch baterii 6 pułku artylerii polowej piechota zaatakowała Kijanki i około 9.00 bez większych strat zajęła wieś. W oparciu o miejscowość dowódca pułku zorganizował obronę. Wtedy to przeciwnik otworzył na wysunięty batalion ogień z dział i karabinów maszynowych, jednocześnie wykonując kontratak. Zagrożone obejściem zostało prawe skrzydło obrony. Na zagrożony odcinek dowódca pułku wysłał I batalion kapitana Stefana Michalskiego. Jednak silny ogień z taczanek i szarża kawalerii unieruchomiła batalion przed skrajem wsi. W walce ciężko ranny został dowódca batalionu, a Kozacy osaczyli i rozproszyli 2 kompanię. Jej dowódca i część żołnierzy dostali się do niewoli.
Około godziny 17.00 walczący dotąd na lewo od pułku III/20 pułku piechoty zaczął wycofywać się. Na odsłonięte skrzydło wysłana została pułkowa kompania szturmowa, a zza prawego skrzydła I batalionu uderzył odwodowy II batalion porucznika Rafała Krywki. Jednocześnie przygotowywano drugą linię obrony. Tak walczono do zmierzchu i skutecznie odpierano ataki oddziałów sowieckiej 11 Dywizji Kawalerii.
Wykorzystując deszczową i ciemną noc, dowódca osamotnionego pułku zdecydował się na wycofanie swoich pododdziałów przez Andrzejewicze – Kulesze do Sered. Odwrót zabezpieczał II batalion i kompania szturmowa. W Seredach dołączono do innych oddziałów 6 Dywizji Piechoty.

## Bilans walk
65 pułk piechoty toczył swoją pierwszą bitwę w osamotnieniu. W walce stracił 3 oficerów i ponad trzystu poległych, rannych i zaginionych szeregowych. W czasie odwrotu utknęła w błocie część wozów taborowych i kuchni polowych. One także stały się łupem czerwonoarmistów. Straty sowieckie są nieznane.
Dzień 21 czerwca, rocznica bitwy pod Kijankami, był świętem pułkowym 65 Starogardzkiego pułku piechoty, a na jego sztandarze, na czerwonych polach Krzyża Wojskowego, wyhaftowano nazwy miejscowości i daty związane z walkami pułku – między innymi „Kijanki 21 VI 1920”.